# Afromevesia imbuta
Afromevesia imbuta là một loài tò vò trong họ Ichneumonidae.